# Bülent Ecevit
Mustafa Bülent Ecevit (pronunciació AFI byˈlent edʒeˈvit), 28 de maig, de 1925, Istanbul - 5 de novembre de 2006 a Ankara) va ser un polític turc, poeta, escriptor i periodista, a més de líder del Partit Republicà del Poble (CHP), posteriorment del Partit Democràtic d'Esquerra (DSP) i quatre cops Primer Ministre de Turquia.

## Vida personal
El pare d'Ecevit era Ahmet Fahri Ecevit, nascut a Kastamonu i catedràtic de medicina legal a la Universitat d'Ankara. Ahmet Fahri, posteriorment, començà la seva vida política com a diputat per Kastamonu pel CHP entre 1943-1950. La seva mare, Fatma Nazlı, va néixer a Istanbul i fou de les primeres dones a Turquia a pintar professionalment.
El 1944, Ecevit es graduà al Robert College d'Istanbul i més tard a l'Escola d'Estudis Orientals i Africans de la Universitat de Londres, i llavors començà a treballar com a traductor a l'Oficina Central de Publicació de Premsa (Basın Yayın Genel Müdürlüğü). Es casà amb la seva companya de classe Rahşan Aral el 1946. Se n'anà als Estats Units a mitjans dels anys 1950 amb una beca del Departament d'Estat i va treballar en dos diaris de Carolina del Nord.
El nom del seu avi patern era Kürtzade (fill de kurd) Mustafa Şükrü Efendi i Ecevit havia dit: Potser tinc avantpassats kurds.

## Vida política
Ecevit va ser elegit per primer cop al parlament turc el 1957. Va ser membre del Parlament entre 1960 i 1961. Ecevit ocupà el càrrec de Ministre de treball entre 1961 i 1965, i va contribuir a l'acceptació del dret de vaga i els convenis col·lectius. El 1966 es convertia en secretari general del Partit Republicà del Poble (Cumhuriyet Halk Partisi, CHP). El 1971 dimitia del seu càrrec com a protesta per la decisió de lpartit de donar suport al govern transitori establert per una intervenció militar.
El 1972, succeïa İsmet İnönü com el líder del partit i es convertia en Primer Ministre en una coalició amb el Partit de Salvació Nacional de Necmettin Erbakan. Aquest govern és més conegut per ordenar la Invasió turca de Xipre el 20 de juliol, de 1974; La invasió va acabar l'agost de 1974, quan les tropes turques ocupaven un 37% del territori de l'illa, la qual cosa va ser seguida per l'establiment d'un estat de facto, la República Turca de Xipre del Nord el 1983.
Bülent Ecevit recorda que s'assabentà per primera vegada de l'existència de l'Operació Gladio, un exèrcit secret i stay-behind de l'OTAN, en 1974, i que sospitava que la "contra-guerrilla", la branca turca de Gladio, era responsable de la Massacre de la Plaça Taksim de l'1 de maig del 1977 a Istanbul, durant la qual alguns franctiradors dispararen sobre una manifestació de protesta de 500.000 ciutadans, i feriren centenars d'ells. El CHP derrotà l'AP (Partit de justicia) de Süleyman Demirel a les eleccions legislatives turques de 1977 i aconseguí un 41% dels vots. Aquesta victòria va ser just després dels esdeveniments d'1 de maig i la victòria del CHP es veia com la resposta de l'ala esquerra de política turca.
Després del cop de 1980 dut a terme pel general Kenan Evren, Ecevit va ser empresonat i li va ser prohibida tota activitat política de per vida, junt amb els altres líders polítics del seu temps. Un referèndum el 1987 alçà aquesta prohibició i es convertí en el president del Partit Democràtic d'Esquerra (Demokratik Sol Parti, DSP), heretant la posició de la seva muller, Rahşan Ecevit. El seu partit fracassà a ingressar a l'Assemblea Nacional a les eleccions generals de 1987, i malgrat que va superar la barrera electoral del 10% el 1991 gestionada, només va aconseguir 7 escons al parlament. La sort del DSP va canviar després de les eleccions del 1995, quan el partit aconseguí 75 escons (sobre un total de 550 que té l'Assemblea Nacional). Després de dos governs passatgers (formats per Mesut Yilmaz i Necmettin Erbakan, respectivament), Ecevit es convertí en vice-primer ministre durant l'últim govern de Mesut Yilmaz.
En 1998-99 va ser breument Primer Ministre en funcions durant el període previ a les eleccions generals del 1999. En aquelles eleccions - també ajudat pel fet que Abdullah Öcalan, el cap del separatista (PKK) va ser detingut a Kenya i extradit a Turquia durant aquest període - el partit d'Ecevit aconseguí el nombre més gran d'escons, i Ecevit liderà com primer ministre un govern de coalició amb el Partit de la Mare Pàtria (Anavatan Partisi, ANAP) de Mesut Yilmaz i el Partit del Moviment Nacional (Milliyetçi Hareket Partisi, MHP) de Devlet Bahçeli.

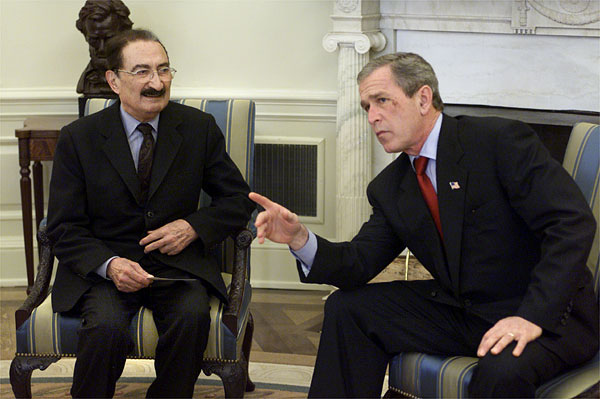
Bülent Ecevit amb George W. Bush a la Casa Blanca, Washington, D.C.

El govern d'Ecevit emprengué un cert nombre de reformes amb l'objectiu d'estabilitzar l'economia turca i preparar-la per les negociacions d'entrada a la Unió Europea. Tanmateix, els dolorosos ajusts econòmics, a curt termini, causats per les reformes provocaren esquerdes dins de la seva coalició i partit, i finalment forçaren noves eleccions noves el 2002. Ecevit, aquesta vegada visiblement fràgil, es mostrà incapaç de liderar altre cop el seu partit a l'Assemblea Nacional. Posteriorment, es retirà de la política activa el 2004.
Bülent Ecevit no solament fou un polític sinó també un poeta escriptor. Estudià sànscrit, bengalí, i anglès a l'Escola d'Estudis Orientals i Africans de la Universitat de Londres, i traduí obres de Rabindranath Tagore, T. S. Eliot i Bernard Lewis al turc. Ecevit, que també estudiava al Robert College nord-americà, un dels instituts més prestigiosos d'Istanbul, assolí l'èxit en aquesta tasca literària, malgrat no haver-se graduat mai en una universitat, un fet que també li impedí de presentar-se mai a la presidència de Turquia.

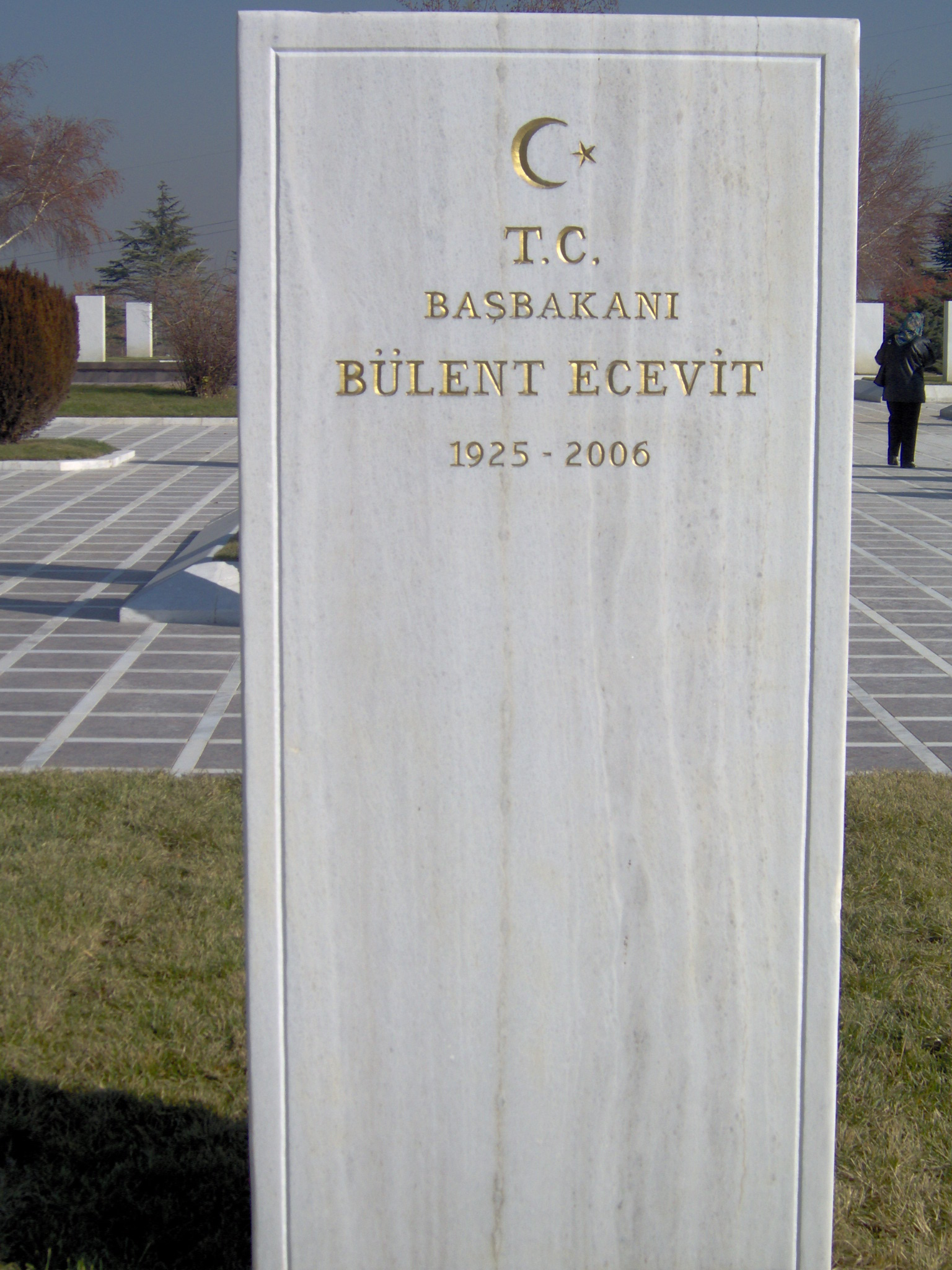
La tomba d'Ecevit al Cementiri Estatal a Ankara, Turquia.

Ecevit va ser hospitalitzat a l'Hospital Militar Gülhane a Ankara i entrà en un coma induït pels medicaments després de patir una hemorràgia cerebral el 18 de maig, de 2006. Moria el 5 de novembre del 2006 a les 20:40 (UTC) per una insuficiència respiratòria sense que recobrés la consciència. Va ser enterrat al Cementiri estatal turc (Devlet Mezarlığı) d'Ankara amb un funeral d'Estat l'11 de novembre, de 2006. Al funeral hi assistiren aproximadament 1,000,000 de persones de les 81 províncies turques.

## Obres

### Poesia
- Işığı Taştan Oydum (Jo vaig tallar la llum de pedra) (1978)
- El Ele Büyüttük Sevgiyi (Braç a braç amb l'amor més gran) (1997)

### Política
- Ortanın Solu (L'esquerra del centre) (1966)
- Bu Düzen Değişmelidir (Aquest ordre hauria de canviar) (1968)
- Atatürk ve Devrimcilik (Atatürk i el reformisme) (1970)
- Kurultaylar ve Sonrası... (Congressos de partit i després...) (1972)
- Demokratik Sol ve Hükümet Bunalm (Esquerra democràtica i crisi governamental) (1974)
- Demokratik Solda Temel Kavramlar ve Sorunlar (Definicions bàsiques i problemes en l'esquerra democràtica) (1975)
- Dış Politika (Política internacional) (1975)
- Dünya-Türkiye-Milliyetcilik (Món-Turquia-Nacionalisme) (1975)
- Toplum-Siyaset-Yönetim (Societat-Política-Govern) (1975)
- İşci-Köylü El Ele (Treballadors i camperols braç a braç) (1976)
- Türkiye / 1965-1975 (Turquia / 1965-1975) (1976)
- Umut Yılı: 1977 (Anys d'esperança: 1977) (1977)